# Шестаковка
Шестако́вка (рос. Шестаковка) — село у складі Ташлинського району Оренбурзької області, Росія.

## Населення
Населення — 279 осіб (2010; 368 у 2002).
Національний склад (станом на 2002 рік):
- росіяни — 86 %